# Ana Barceló Chico
Ana Barceló Chico (Sax, Alicante; 5 de marzo de 1959) es una política y abogada española. Ha sido alcaldesa de Sax (2003-2011) y  secretaria general del PSPV-PSOE provincial de Alicante, diputada en las Cortes Valencianas (legislaturas VIII-IX-X) y Consejera de Sanidad de la Comunidad Valenciana (2018-2023).

## Biografía
Licenciada en Derecho por la Universidad de Valencia, Ana Barceló ha ejercido de abogada entre los años 1983 y 2002 en los Partidos judiciales de la Comunidad Valenciana de Elda, Elche, Alicante y en el Partido judicial de Castilla-La Mancha trabajando en Almansa. Posteriormente fue profesora en la Escuela de Práctica Jurídica de la Universidad de Alicante entre los años 2000 y 2001.

### Carrera política
Militante del Partido Socialista de la Comunidad Valenciana (PSPV-PSOE), ha sido presidenta de la Comisión de Igualdad de la Federación Española de Municipios y Provincias desde el año 2005 y también ha sido secretaria de la Comisión de Hacienda de Federación Valenciana de Municipios y Provincias entre los años 2003 y 2004.
En el año 2008 accedió a la Secretaría General del PSPV provincial de Alicante en el congreso constituyente con más del 80% de apoyo, tomando posesión de su cargo el día 28 de noviembre.
Ganó por primera vez las elecciones locales en Sax en 2003 por mayoría absoluta, revalidando a las de 2007, lo que no ocurrió en el 2011.